# Ashton Holmes
Ashton Holmes (ur. 17 lutego 1978 w Albany) − amerykański aktor, najbardziej znany z roli Jacka Stalla w Historii przemocy i Tylera Barrola w Zemście.

## Życiorys

### Wczesne lata
Urodził się i wychowywał w Albany w stanie Nowy Jork. Jego matka Susan jest pracownikiem socjalnym. Kiedy miał 4 lata, jego matka zabrała go na przestawienie Piotruś Pan, którym był oczarowany. W wieku sześciu lat brał lekcje aktorstwa i zadebiutował w osiedlowym teatrze w musicalu Franka Loessera Faceci i lalki (Guys and Dolls). Był zachwycony postacią Luke’a Skywalkera z Gwiezdnych wojen. Uczęszczał do The Albany Academy. Był stażystą w New York State Theatre Institute podczas ostatniego roku szkoły średniej. W 2002 ukończył studia na Uniwersytecie Stanowym Nowego Jorku w Albany. Był również liderem lokalnego zespołu Method of Groove, zaangażował się w scenę muzyczną Albany, a zespół Coheed and Cambria przypisuje Holmesowi zdobycie ich pierwszej oferty płytowej.

### Kariera
Rozpoczął karierę telewizyjną od gościnnego występu w serialu Prawo i porządek: sekcja specjalna (2003) i jako Greg Johnson w operze mydlanej ABC Tylko jedno życie (2004). Swoją pierwszą, większą rolę otrzymał na dużym ekranie w uznanym dramacie Davida Cronenberga Historia przemocy (A History of Violence, 2005) z Viggo Mortensenem. Wystąpił jako Sidney Phillips w miniserialu HBO Pacyfik (2010). W latach 2011–2012 grał w serialu Zemsta.

## Filmografia

### Filmy
- 1997: Advising Michael jako Jeff
- 2003: Raising Hell jako Zach Alder
- 2004: A Million Miles to Sunshine jako Rice
- 2005: Historia przemocy jako Jack Stall
- 2006: Siła spokoju jako Billy Sands
- 2007: Mroźny wiatr jako chłopak
- 2007: Bez tajemnic jako Sean
- 2007: What We Do Is Secret jako Rob Henley
- 2008: Recepta na szczęście jako James Wetherhold
- 2011: Bunkier (The Divide) jako Adrien
- 2013: Pasadena jako Jacob
- 2013: Reckless jako Wyatt Bickford

### Seriale
- 2002–2003: Tylko jedno życie jako Greg
- 2003: Prawo i bezprawie jako Davis Harrington
- 2004: Dowody zbrodni jako Bobby Gordon/Sean Morgan
- 2005: Zaklinacz dusz jako Kirk Jensen
- 2006: Orły z Bostonu jako Scott Little
- 2008: Wzór jako Emerson Laidlaw
- 2009: Prawo i porządek: sekcja specjalna jako Hank
- 2009: Dr House jako Scott
- 2009: CSI: Kryminalne zagadki Las Vegas jako Sam Trent
- 2010: Pacyfik jako Sidney Phillips
- 2010–2011: Nikita jako Thom
- 2010: Magia kłamstwa jako Zach
- 2011–2012: Zemsta jako Tyler Barrol